# Slaget om Stalingrad (film fra 1949)
Slaget om Stalingrad (russisk: Сталинградская битва) er en sovjetisk episk krigsfilm fra 1949 i to dele produceret af Mosfilm og instrueret af Vladimir Petrov efter manuskript af Nikolaj Virta. Filmen skildrer fra en sovjetiske synsvinkel Slaget om Stalingrad i 1943.

## Handling
I filmens første del ses Stalin i Kreml, hvor han analyserer den tysk Wehrmachts bevægelser og konkluderer, at tyskerne vil indtage Stalingrad. Hitler, der mener, at byen er afgørende for den endelige tyske sejr, beordrer sine generaler til at indtage byen. Som fjenden rykker frem forbereder Den Røde Hær forsvaret af byen og Stalin planlægger en modoffensiv.
I filmens anden del skildres det tyske angreb på byen. Den Røde Hær slås tilbage til Volga, men Stalin beordrer igangsættelsen af Operation Uranus. Den 6. tyske arme omringes og besejres. I Moskvaser Stalin på et kort, og kigger nu mod Berlin.

## Produktion
Filmen er den sidste i rækken af "Artistiske dokumentarer", en serie af episke propagandafilm, der skildrede historiske begivenheder under 2. verdenskrig fra en stalinistisk synsvinkel. Som de øvrige film i genren består Slaget om Stalingrad primært af en række klip med scener fra slagmarken og møder blandt de ledende officerer og skildrer således slaget fra soldaternes og generalernes synsvinkel på en heroisk måde i overensstemmelse med statens ideologi.

## Modtagelse
Filmen modtog filmpriser i USSR og i Tjekkoslovakiet. Filmens instruktør Vladimir Petrov, fotografen Juri Jekeltjik og fire af filmens skuespillere – Aleksej Dikjy, Nikolaj Simonov, Juri Sjumskij og Vladimir Gajdarov – modtog Sovjetunionens Statspris i 1950.
Den franske filmkritiker André Bazin skrev, at filmen fremstillede Stalin som et super-menneske, der egenhændigt planlagde den sovjetiske krigsindsats: "Selvom vi tillægger Stalin et hyper-Napoleonsk militærgeni... vil det være barnligt at tro, at begivenhederne i Kreml udfoldede sig som vist i filmen." Richard Taylor kategoriserede filmen som en "personkults-film".

## Medvirkende
- Aleksej Dikij – Joseph Stalin
- Maksim Shtraukh – Vjatjeslav Molotov
- Viktor Khokhrjakov – Georgij Malenkov
- Mikhail Kvarelashvili – Lavrentij Beria
- Nikolaj Dorokhin – Nikita Khrusjjev